# Organizacijska psihologija
Organizacijska psihologija ali psihologija dela se ukvarja s preučevanjem človeškega vedenja v vidikih življenja, ki so povezani s produkcijo, distribucijo in uporabo storitev. Meri zadovoljstvo na delovnem mestu in ocenjuje stresnost ter vpliv organizacijske klime na uspešnost podjetij in organizacij. Praktično se ukvarja s psihološkim testiranjem potencialnih delojemalcev in razpisih novih delovnih mest, izbiro med potencialnimi štipendisti ter s svetovanjem vodstvu glede vlaganja v človeške vire.
Glavna področja delovanja na področju psihologije dela in organizacije so industrija, ustanove, svetovalna podjetja, univerze in raziskovalne organizacije. Na področju industrije psiholog dela razvija postopke za selekcijo kadra, analizira in vrednoti delo ter izdeluje plačilne sisteme, razvija programe motivacije, usposablja vodstvo za vodenje, vrednoti programe za usposabljanje in določa značilnosti delovnega procesa. Na področju svetovanja psiholog svetovalec uporablja ista znanja kot na področju industrije, vendar deluje le kot svetovalec posameznikom in menedžmentu. Delo psihologa dela in organizacije na področju izobraževanja je sestavljeno iz poučevanja, raziskovanja področja in svetovanja. Na področju raziskovalnih organizacij delo psihologa sestavlja razvijanje širših programov (npr. selekcija v policiji) ter raziskovanje za potrebe kompleksnejših problemov moderne družbe.

## Zgodovina
Znanstveno zanimanje za vlogo človeka pri delu se je pojavilo na prehodu iz 19. v 20. stoletje. Začetniki psihologije dela so se predvsem ukvarjali s selekcijo kandidatov, promocijo in prodajo, delovnimi nesrečami ter ocenjevanjem delavcev. Pionirja področja psihologije dela sta Walter Dill Scott in Hugo Münsterberg, ki sta zaslužna za nastanek industrijsko-organizacijske psihologije. Med pionirje psihologije dela lahko štejemo tudi James McKeen Cattela, ki je izumitelj termina 'mentalni test'. Metode za snemanje in analizo delovnih gibov sta razvila Frederick Winslow Taylor ter Frank in Lillian Gilbreth s ciljem predlagati čim bolj učinkovite gibe za bolj produktivno delo. Pomemben korak pri aplikaciji psiholoških znanj in tehnik na področje dela so bili testi, ki jih je razvila ameriška vojska med 1. svetovno vojno. Te teste so uporabljali za klasifikacijo in dodeljevanje nalog vojakom, uporabljali pa so dve verziji, Army Alpha in Army Beta. Psihologija dela se je razvijala tudi med 2. svetovno vojno, kjer je ponovno pomagala pri razvrščanju vojakov in prostovoljcev. Potekala je sestava psiholoških testov – mnogi od njih so bili kasneje prirejeni tudi za uporabo v industriji.

## Cilji
Psihologija dela stremi k izkoriščanju dejavnikov, ki ugodno vplivajo na
- delovni učinek,
- zdravje,
- zadovoljstvo,
- osebnostno rast delavca,
- in zmanjšanje delovanja škodljivih dejavnikov.

## Pregled
Psihologija dela je razvila ožja področja delovanja:
- Kadrovska psihologija se zanima za prilagajanje delavca zahtevam dela oziroma delovne situacije. Sem spada poklicno usmerjanje, izbira kandidatov, uvajanje v delo, motivacija …
- Psihologija medosebnih odnosov se ukvarja z delavcem kot članom skupine. Njena področja proučevanja so komunikacija, vpliv posameznika na skupino, vodenje …
- Inženirska psihologija se ukvarja z odnosom človek-stroj. Skuša reševati probleme informacijske, energetske, biofizične povezave med človekom, strojem in okoljem.

Poleg specifičnih področjih delovanja delo in raziskovanje psihologov dela vključuje med drugim še analizo dela, izbor kadrov, menedžment, psihometrijo, trening, razvoj in evalvacijo osebja, delovno motivacijo, zadovoljstvo z delom, predanost delu, zdravje in varnost pri delu, usklajevanje dela in prostega časa, človeški faktor pri odločanju, organizacijska kultura in klima, vodenje, etika, človeški viri, tehnologija na delovnem mestu, moštva, učinkovitost moštva in tako dalje.

## Področja

### Psihološke pogodbe
Področje, ki se ukvarja s sklepanjem pogodb in do kakšnih razlik prihaja. Psihološke pogodbe, ki jih delavci podpisujejo, se čedalje bolj spreminjajo in so si tudi med seboj čedalje bolj različne. Od delavcev se pričakuje, da bodo izpolnjevali čedalje več pogojev v pogodbi, vendar pa se pričakuje, da bodo pogodbe postale še bolj raznovrstne, saj pri sestavljanju pogodb sodeluje čedalje več delavcev in podjetij. 

### Pravičnost v organizaciji
Pravičnost je ena pomembnih stvari v organizaciji, saj vpliva na vedenje, odločanje in odnos delavcev. Ugotovitve kažejo, da prostovoljno vedenje, pozitivno (pomoč drugim) in negativno (dejanja proti družbi), vplivata na zaznavo pravičnosti v organizaciji. V teoriji je čedalje bolj pomembno vprašanje zakaj in kako je pravičnost pomembna. 

### Vodenje
Vodenje je že od nekdaj pomembno v organizacijski psihologiji in se mu posveča tudi veliko pozornosti. V zadnjem času je posebne pozornosti deležno karizmatično vodenje, v svetu pa je postal pomemben tudi medkulturni vidik vodenja, saj velika mednarodna podjetja iščejo sofisticirane vodje, ki znajo dobro delati z ljudmi v različnih kulturah. 

### Komunikacija v organizaciji
V zadnjih dvajsetih letih se je veliko spremenilo v sklopu komunikacije v organizaciji. Zaradi hitrega razvoja tehnologije, se spreminja tudi sama komunikacija, ki se delno širi na komuniciranje preko računalnikov in ostalih tehnoloških pripomočkov, ki se razlikuje od komunikacije v živo. Pomembna je tudi komunikacija v formalnih in neformalnih skupinah.

### Raznolikost v organizacijah
Pri raziskovanju organizacije veliko raziskovalcev predpostavlja, da so si delavci med seboj enaki, torej homogeni, kar pa ne drži. Delovna skupina je heterogena in sestavljena iz posameznikov, ki prihajajo iz različnih okolij, imajo različne izkušnje, vrednote in identiteto. 

### Moštva
Delo v moštvu ali timu je sestavni del praktično vsake organizacije, zaradi tega je pomembno razumevanje motivacije za delo v moštvu in pripadnost skupini. Za razumevanje dela v moštvu je ključnega pomena razumevanje čustev posameznikov v moštvu in povezava le-teh z motivacijo. Prav tako pa na tako delo vplivajo strahovi, krivda, ljubosumje, altruizem, zaupanje in zadovoljstvo posameznih članov moštva. 

### Obsojanje in sprejemanje odločitev
Obsojanje in sprejemanje odločitev je zelo interdisciplinarno področje, kateremu se večja pozornost namenja v zadnjih letih. Posebno zanimiva so področja, ki se ukvarjajo s tem, kako ljudje sprejemajo tvegane odločitve, kdaj so odločitve in obsojanja povezana in kako na sprejemanje odločitev vpliva na čustva in občutja. 

### Razvoj in spreminjanje organizacije
Razvoj organizacije je praktična uporaba znanosti o organizaciji. Osredotoča se na načrtovanje spreminjanja človeškega sistema, z znanji pridobljenimi z raziskovanjem kompleksne dinamike sprememb. 

### Intervencije managementa
Intervencije v organizacijah so z vidika organizacijske psihologije, načrtovane spremembe v delovnem okolju, katerih namen je sprememba vedenja članov organizacije in posledično izboljšanje rezultatov in dosežkov organizacije. 

### Vpliv skupine na posameznika
To področje se ukvarja s tem, kako skupine v organizaciji vplivajo na posamezne člane; na njihova prepričanja, odnos in vedenje. Ti vplivi imajo tri različne osnove: vpliv ambienta, selektivni stimulus, ki ga posamezniki dajejo drug drugemu, na podlagi posameznikovih dejajnj in besed; in struktura skupinskih norm in način, kako jih skupina predaja/vsiljuje članom. 

### Uspešnost moštva in odnosi v moštvu
Uspešnost moštva je za organizacijo zelo pomembna, sploh v današnjih časih, ko se večina organizacija zanaša predvsem na timsko delo in se bo v prihodnosti še bolj. Na tem področju je pomembno sodelovanje tudi socialne psihologije, ki se ukvarja z interakcijo, razvojem skupine, cilji skupine, uspešnostjo skupine, itd. Prav tako pa je čedalje pomembnejši kontekst organizacije, v katerem tim deluje. 

### Povezava organizacija-okolje
To področje je bilo zelo popularno in zelo raziskano v sedemdesetih in osemdesetih letih. V tem obdobju so se raziskovalci osredotočali, ne na organizacije same, ampak na populacijo, sektorje in mreže organizacij. Ukvarjali so se s tem, kako se te večje enote ukvarjajo z izmenjavo vzorcev. Na tem področju je nastalo veliko različnih teorij, ki se ukvarjajo z ekološkimi, institucionalnimi in drugimi pristopi do povezave med organizacijo in okoljem. 

### Produktivnost organizacije
Produktivnost je eden pomembnejših aspektov v organizacijski psihologiji, predvsem rast produktivnosti v organizaciji. Ukvarja se z vplivom discipline na produktivnost, storilnostjo proti učinkovitosti, itd. Ukvarja se tudi z načini merjenja produktivnosti organizacije, ki morajo biti dovolj zanesljivi in veljavni. 

### Konflikti in pogajanja v organizaciji
Konflikt je eden osnovnih procesov v organizaciji, ki pa ga je treba nadzorovati. Konfliktom se je v organizaciji nemogoče izogniti, pomembno pa je, da se z njimi pravilno sooči, saj ima to tudi kasneje uporabno vrednost za udeležene. Tukaj pridejo v poštev pogajanja, da z njimi uspešno in konstruktivno razrešimo konflikte. 

## Metode raziskovanja
Psihologija dela raziskuje s pomočjo znanstvenih metod, predvsem z anketami, eksperimenti, kvazieksperimenti in opazovanjem. Podatke pridobiva s pomočjo introspekcije, zgodovinskih podatkov, objektivnih mer učinkovitosti dela (npr. število prodanih izdelkov) ter vprašalnikov. Raziskovalci v psihologiji dela izvajajo tako kvalitativne kot kvantitativne raziskave. Kvantitativne raziskave vključujejo uporabo tako opisne statistike kot statistično zaključevanje (korelacija, multipla regresija, ANOVA). Nekatere naprednejše statistične metode v uporabi psihologije dela so logistična regresija, MANOVA, strukturno modeliranje in hierarhično linearno modeliranje; slednje je posebej primerno za raziskovanje skupinskih in organizacijskih vplivov na posameznika. Psihologi dela se poslužujejo tudi klasične testne teorije, teorije generalizabilnosti ter teorije odgovora na postavko. Kvalitativne raziskave vključujejo študijo primera, fokusne skupine, intervjuje, analizo konteksta in ostale tehnike opazovanja.

## Povezava z drugimi področji psihologije
Psihologija dela in organizacije se v zadnjem času povezuje z relativno novo vejo aplikativne psihologije, zdravstveno psihologijo dela. Zdravstvena psihologija dela se je razvila iz dveh vej psihologije – psihologije dela in zdravstvene psihologije. Primarni cilj zdravstvene psihologije dela je fizično in mentalno zdravje osebe v direktni povezavi s psihosocialnimi faktorji delovnega mesta. Druge vede, s katerimi se povezuje psihologija dela, so sociologija, socialna psihologija in antropologija, ki se ukvarjajo s skupinami na delovnem mestu, ter politične vede, ki jih skupaj z antropologijo zanima organizacijski sistem.